# Giovanni Battista Boscutti
Giovanni Battista Boscutti (Sanguarzo di Cividale, 13 febbraio 1912 – Correzzola, 11 marzo 1944) è stato un aviatore italiano, distintosi durante la seconda guerra mondiale, dove venne decorato con una Medaglia d'argento al valor militare. Dopo l'armistizio dell'8 settembre 1943 e lo scoppio della guerra civile aderì alla Repubblica Sociale Italiana, entrando nell'Aeronautica Nazionale Repubblicana, in forza alla 1ª Squadriglia del 1º Gruppo caccia "Asso di bastoni". Il suo aereo precipitò al suolo, dopo un duro combattimento, nelle campagne di Correzzola in Provincia di Padova, e i suoi resti vennero ritrovati nel 2006, a circa 9 metri di profondità, dagli appartenenti al gruppo Romagna Air Finders.

## Biografia
Nacque a Sanguarzo di Cividale il 13 febbraio 1912. Nel 1930 fu campione italiano juniores in salto con l'asta e in seguito prese parte alle competizioni internazionali svoltesi a Vienna, a Berlino, Monaco di Baviera e a Garmisch. Diplomatosi all'Istituto Superiore di Educazione Fisica di Roma divenne insegnante di Educazione fisica presso la GIL di Vicenza. Nel 1939 ottenne il brevetto di pilota civile e nel 1940 fece domanda di ammissione alla scuola per ottenere anche il brevetto di pilota militare della Regia Aeronautica.

### Nella Regia Aeronautica
Ottenne tale abilitazione l'11 giugno 1942 e fu dislocato a Gioia del Colle presso il 161º Gruppo Autonomo e il 26 settembre fu promosso tenente. Nel frattempo, a seguito dell'evolversi della Campagna del Nordafrica, il teatro bellico del Mediterraneo iniziò a diventare sempre più importante e impegnativo con sempre più frequenti partenze su allarme. L'8 gennaio 1943 abbatté un bombardiere Consolidated B-24 Liberator, in collaborazione con un compagno e il 23 febbraio un altro. Per tutto aprile 43 si susseguirono le partenze su allarme e Boscutti fu impegnato in combattimento i giorni 17, 19, 26, 28 e 30. Furono in particolare queste azioni a fargli conseguire la medaglia d'argento al valor militare. A luglio fu trasferito alla scuola di pilotaggio di Castiglion del Lago per un corso di addestramento.

### Nell'Aeronautica Nazionale Repubblicana
Dopo l'armistizio dell'8 settembre 1943, ancora a Castiglion del Lago, aderì alla Repubblica Sociale Italiana e fu inquadrato nel 1º Gruppo caccia "Asso di bastoni" dell'Aeronautica Nazionale Repubblicana e inserito nella 1ª Squadriglia (anch'essa denominata "Asso di bastoni").
L'11 marzo 1944 il 1º Gruppo caccia, composto da 38 caccia Aermacchi C.205 Veltro, comandato da Adriano Visconti prese parte ad un'azione di caccia per contrastare un intenso bombardamento americano sulla città di Padova condotto da più di 100 Boeing B-17 Flying Fortress scortate da oltre 50 caccia Republic P-47 Thunderbolt attaccò lo scalo ferroviario di Padova ma causando anche la distruzione della Cappella Ovetari nella Chiesa degli Eremitani.
Un'altra formazione di bombardieri Consolidated B-24 Liberator bombardarono lo snodo ferroviario tra Pontassieve e Prato e l'aeroporto di Iesi.
Poco dopo le 11 del mattino la formazione americana fu intercettata dai caccia dell'ANR e si sviluppò così lo scontro che durò circa quaranta minuti.
Al termine della battaglia aerea l'ANR dichiarò la perdita complessiva di quattro caccia C.205V, tra cui quello di Boscutti (MM 92279).. Alcuni velivoli avendo finito la benzina non riuscirono a rientrare alla base di Campoformido e dovettero atterrare in aeroporti più vicini. In seguito intervennero anche i due stormi tedeschi Jagdgeschwader 77 e Jagdgeschwader 53.
L'aviazione militare statunitense rivendicò l'abbattimento di 30 velivoli tra italiani e tedeschi, mentre l'ANR rivendicò l'abbattimento di otto P-47 Thunderbolt e di tre B-17 Flying Fortress. I piloti americani protagonisti dell'azione sottolinearono la forte aggressività, e i ripetuti attacchi portati dai Macchi italiani e ammisero la perdita di due velivoli e il grave danneggiamento di altri sette.

## Gli scavi di recupero nel 2006

Il buco di impatto del Macchi M.C.205 "Veltro" di Boscutti come appariva nel 1944. L'aereo era a circa nove metri di profondità.

Boscutti precipitò con il suo aereo, un Aermacchi C.205V Veltro e momentaneamente venne dato tra i non rientrati. Sul luogo dell'impatto aereo accorsero i soccorsi dell'UNPA ed elementi del battaglione "Venezia Giulia" della Guardia Nazionale Repubblicana che per alcuni giorni estrassero parte dei resti del pilota ma l'operazione fu interrotta a causa dello sprofondare del velivolo nel terreno fangoso a circa nove metri di profondità e non fu più ripresa. Secondo un testimone dell'epoca, Claudio De Ferra, sul vetro frontale dell'abitacolo era presente un grosso foro di proiettile che aveva colpito a morte il pilota. Mario Montano, commilitone di Boscutti così descrisse il luogo del ritrovamento:
(Mario Montano, commilitone di Boscutti descrisse il luogo del ritrovamento)
Nel febbraio 2006, in seguito al racconto di un testimone Mirko Tesser ai RAF (Romagna Air Finders), si decise di avviare le ricerche di un non meglio identificato aereo italiano precipitato nelle campagne di Correzzola in provincia di Padova. In base al racconto di Tesser negli archivi parrocchiali fu rintracciato il certificato di morte di Boscutti che in base alla data coincideva con il racconto. Con il metal detector fu poi facilmente rintracciato il luogo di impatto e il 14 ottobre iniziarono i lavori di scavo. A causa di notevoli difficoltà dovute alla presenza di una falda acquifera gli scavi si prolungarono a lungo e fu necessario prosciugare di volta in volta la buca con un'idrovora messa a disposizione dalla Protezione civile.
I resti dell'Aermacchi C.205V, assieme ad alcuni resti della giubba ed altri effetti personali del pilota, furono infine ritrovati l'11 novembre 2006.
Nel 2007 alla memoria di Boscutti fu dedicata una canzone dal gruppo musicale di estrema destra la Compagnia dell'Anello significativamente intitolata "11 marzo 1944".

### Annotazioni
1. ↑  Gli altri velivoli erano il C.205V (MM 92896) pilotato dal sottotenente Bruno Castellani, caduto in mare a Venezia, il C.205V (MM 92301) pilotato dal tenente Guerrino Bortolani, e il C.205V (MM 92264) ai comandi del sottotenente Andrea Stella, il quale effettuò un atterraggio di fortuna in un campo vicino ad Adria, in provincia di Rovigo.

### Fonti
1. ↑  Fabretto 2009, p. 15.
2. 1 2 3 4  Fabretto 2009, p. 19.
3. ↑  Pagine di storia/Il bombardamento di Padova dell'8 febbraio: quando il rifugio diventa una trappola mortale | Secolo d'Italia.
4. 1 2  http://www.milhist.net/usaaf/mto44a.html Archiviato il 15 ottobre 2013 in Internet Archive. 100+ B-17s, escorted by 50+ P-47s, hit the marshalling yard at Padua.
5. ↑  http://www.milhist.net/usaaf/mto44a.html Archiviato il 15 ottobre 2013 in Internet Archive. other B-24s bomb the marshalling yards at Pontassieve and Prato and hit the airfield at Iesi.
6. 1 2 3  Romagna Air Finders.
7. ↑  http://www.milhist.net/usaaf/mto44a.html Archiviato il 15 ottobre 2013 in Internet Archive. The bombers and fighters claim destruction of 30+ enemy aircraft in the air.
8. ↑  Fabretto 2009, p. 37, rapporto di missione.
9. 1 2 3  Fabretto 2009, p. 43.
10. ↑  Molteni 2012, p. 467.
11. ↑  Fabretto 2009, p. 59.
12. ↑  Historica n.2, aprile-giugno 2007, p. 24.